# Güven Önüt
Pour les articles homonymes, voir Güven.
Güven Önüt (né en 1940 à Aydın en Turquie et mort le 24 février 2003) est un footballeur international turc, jouant au poste d'attaquant.

## Biographie
Önüt est notamment connu pour avoir fini meilleur buteur du championnat de Turquie 1963–64 avec 19 buts. 
Il a passé une partie de sa carrière au Beşiktaş Jimnastik Kulübü de 1960 à 1969, avec 62 buts en 133 matchs pour le club. 
Le club le vend ensuite pour le club d'İzmirspor en 1960 après avoir inscrit un triplé contre eux, bien qu'il attire également les clubs de Fenerbahçe et de Galatasaray.
Il a également joué à Trabzonspor et à Orduspor K. Il meurt le 24 février 2003 d'une crise cardiaque, et est enterré à Kazlıçeşme.

## Palmarès

### Beşiktaş
- Süper Lig : 1965–66, 1966–67

### Individuel
- Gol Kralı (meilleur buteur de la Süper Lig) : 1963–64